# Catalina av Motril
Catalina av Motril, död efter 1531, var en morisk slav. 
Hon ingick i Katarina av Aragoniens uppvaktning när denna anlände till England för att gifta sig år 1501. Hon hade troligen förslavats under den spanska reconquistan och fått namnet Catalina vid det dop kungafamiljens slavar underkastades. 
Flera moriska slavar ska ha ingått i Katarinas följe och väckt uppseende i England, men Catalina är den enda som finns klart dokumenterad. Hon listades som slav och hennes uppgift angavs vara att bädda Katarinas säng och utföra andra intima praktiska sysslor. I England hade slaveriet avskaffats vid denna tid och hon var den enda slav som nämns vid Tudorhovet. 
Hon var fortfarande i Katarinas tjänst år 1509, då hon enligt spanska ambassadören bevittnade kungaparets första samlag. Av detta skäl kallades hon år 1531 att vittna, då Henrik VIII ville skilja sig från Katarina med hänvisning till att hon inte varit oskuld på bröllopsnatten. Catalina angavs då ha återvänt till Spanien, där hon gift sig i Valdezcaray med bågskyttemakaren Oviedo, med vilken hon fick två döttrar och levde i Málaga fram till att maken avled och hon bosatte sig i Motril. Det är okänt om hon infann sig i domstolen. 